# Marc Kunz
Marc Kunz (* 17. Januar 1988), genannt „MVP-Bommes“, ist ein deutscher Beachhandballprofi und Sportfunktionär im Ausschuss Beachhandball des Deutschen Handballbundes und Organisator der German Beach Open. Während seiner aktiven Zeit als Beachhandballspieler hat Kunz 2018 und 2019 mit seiner Beachhandball Mannschaft BHC Beach & da Gang Münster die Deutsche Meisterschaft gewonnen und ist 2017 als Most Valuable Player und bester Torschütze ausgezeichnet worden. Kunz führt die ewige Torschützenliste des deutschen Beachhandballs seit einigen Jahren an.

## Sportliche Karriere

### Hallenhandball-Karriere
Marc Kunz stammt aus dem Rhein-Main-Gebiet und begann schon 1994 als Kind mit dem Handballspielen bei seinem Heimatverein TSG Münster. Aufgrund seiner Körpergröße von 1,79 m begann er seine Karriere im Tor, da er dort seine fehlende Körpergröße stets mit herausragenden Reflexen wettmachen konnte. Wie er in einem Zeitungsinterview kundgab, zählen die jährlichen Vorbereitungen nicht zu seinen persönlichen Höhepunkten. Als Spieler der TSG Münster spielte er viele Jahre sowohl in der 3. Liga als auch der Oberliga Hessen.

### Beachhandball-Karriere
Als Gründer des Beachhandballvereins BHC Beach & da Gang ist Kunz nicht nur seit 2006 Topspieler, sondern auch Vereinspräsident und als Mannschaftskapitän tätig. Er hat seinen Verein bis in die Spitze des deutschen Beachhandballs geführt und dort über viele Jahre halten können. Als Spieler ist er für seine Treffsicherheit, Dynamik und Nervenstärke bekannt. Anders als viele anderen Beachhandballer ist er sowohl auf der linken als auch der rechten Angriffsseite einsetzbar und somit besonders schwer ausrechenbar für seine Gegner.

#### National
Seine größten sportlichen Erfolge sind die deutsche Beachhandballmeisterschaft im Jahre 2018 mit seinem Team Beach & da Gang, die er im darauffolgenden Jahr 2019 verteidigen konnte. Für den Erfolg ausschlaggebend nannte Kunz in einem Interview, dass er „schon etablierter sei“ und in „den entscheidenden Situationen mehr Ruhe besitzt“ als das junge Team des Finalgegners BHC Hurricanes.

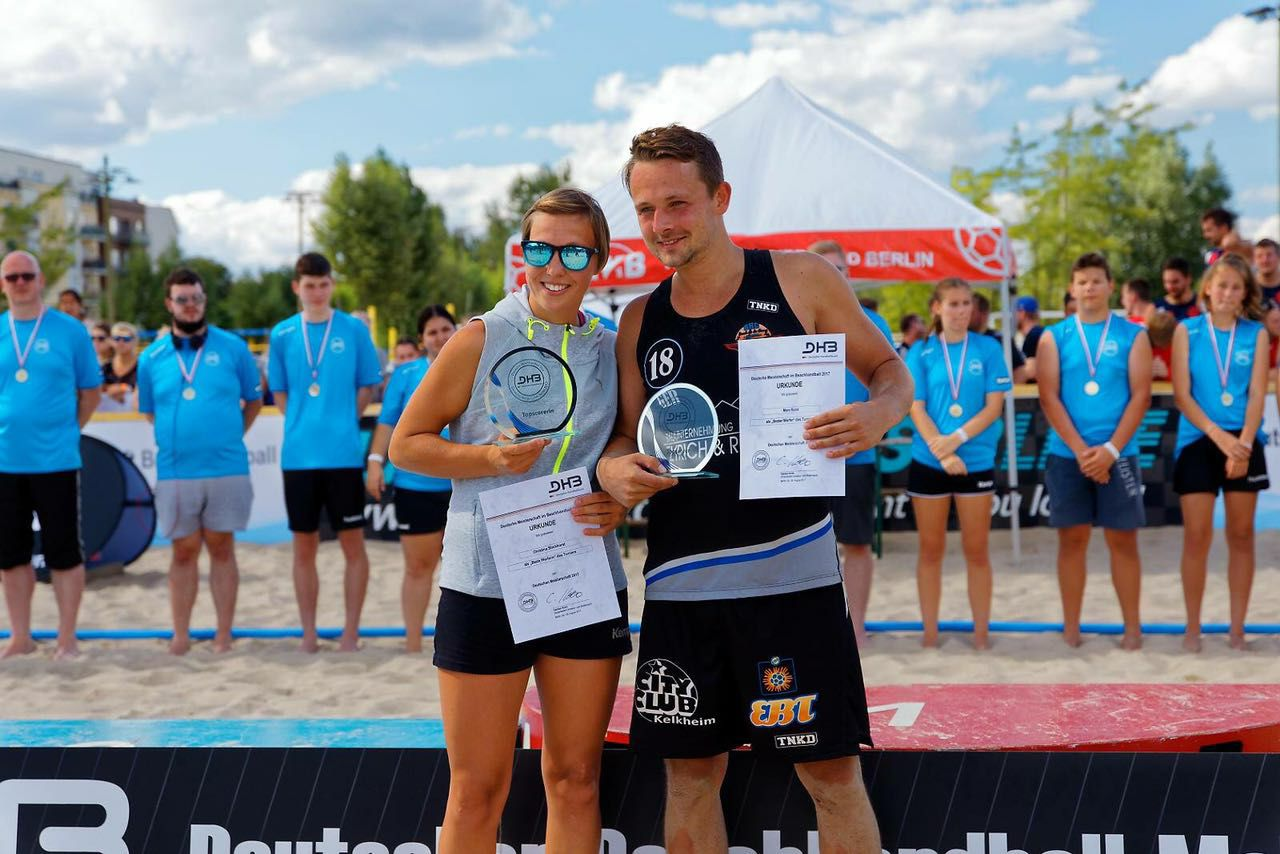
Marc Kunz bei der Verleihung der MVP Auszeichnung am Rande der Deutschen Meisterschaft 2017

Zu seinen persönlichen Erfolgen gehört die Auszeichnung zum Most Valuable Player 2017 (MVP, deutsch: Wertvollster Spieler) und zum Torschützenkönig der Deutschen Meisterschaft 2017, bei der sein Team die Vize-Meisterschaft erringen konnte. Aufgrund seiner MVP Auszeichnung trägt Kunz den Spitznamen „MVP-Bommes“ bekommen und ist mit diesem in der Beachszene bekannt. 2019 war seine Silhouette formgebend für den Deutschen Meisterschaftspokal und Kunz zierte mit in Glas eingearbeiteten Bildern weitere Pokale, die vom Deutschen Handballbund als persönliche Ehrungen verliehen wurden.
2017 wurde Kunz vom Bundestrainer in die Nationalmannschaft berufen. 2020 wurde er von Lesern der Webseite Handball World knapp vor Jörn Wolterink zum deutschen Beachhandballer des Jahrzehnts gewählt. 2021 wurde er bei den Deutschen Meisterschaften mit seiner Mannschaft Vizemeister.

#### International
Mit seinem Team BHC Beach & da Gang hat sich Kunz 2017 für die EBT Finals in Gaeta, Italien, dem Herkunftsland der Pizza, qualifiziert und dort den siebten Platz errungen, über den sich Kunz sehr zufrieden zeigte.
Als Deutscher Meister hat sich sein Team ebenfalls für den Champions Cup 2018 sowie 2019 qualifiziert, der jeweils in Catania/Sizilien stattfindet.

## Trainerkarriere
2019 trainierte er das A-Jugend Team von Beach & da Gang und errang einen weiteren Deutschen Vize-Meisterschaftstitel im Juniorenbereich.

## Funktionärskarriere
Als Beach-Pionier und Organisator des größten und prestigeträchtigsten Turnier der German Beach Open, dem Beach Karacho Cup in Kelkheim-Münster, ist Kunz dafür persönlich verantwortlich, dass der Beach-Karacho-Cup vom kleinen Vorstadtturnier zur ersten Anlaufstelle für sowohl nationale als auch internationale Teams aus ganz Europa geworden ist.
Kunz ist 2018 in den Beachausschuss des Deutschen Handballbundes berufen worden. Ebenfalls kämpft Kunz dafür, den Beachhandball bis 2022 olympisch zu machen.

## Privates
Privat wohnt Kunz seit einigen Jahren in seiner Heimat im Rhein-Main-Gebiet. Er legt Wert auf einen gesunden Lebensstil, auf welchen er durch die Initiierung verschiedener Kampagnen am Rande der German Beach Open wie „Rauchfrei Beachen“ oder „Alkohol, kenn dein Limit“ versucht aufmerksam zu machen.
Kunz hat zwei Brüder, von denen der Ältere T. Kunz ebenfalls im Team BHC Beach & da Gang aktiv ist.